# Лапшин, Алексей Степанович
Алексей Степанович Лапшин (8 апреля 1908, Пичаевский район, Тамбовская область — 18 июля 1957, Тамбовская область) — сержант Рабоче-крестьянской Красной Армии, участник Великой Отечественной войны, Герой Советского Союза (1943).

## Биография
Родился 8 апреля 1908 года в деревне Холмы (ныне — Пичаевский район Тамбовской области). После окончания начальной школы работал на родине. В 1931—1933 годах проходил службу в Рабоче-крестьянской Красной Армии.
В сентябре 1941 года призван повторно. С марта 1942 года — на фронтах Великой Отечественной войны. Участвовал в Сталинградской и Курской битвах.
К октябрю 1943 года сержант Алексей Лапшин командовал отделением 883-го стрелкового полка 193-й стрелковой дивизии 65-й армии Центрального фронта. Отличился во время битвы за Днепр.
15 октября 1943 года передовой отряд Лапшина переправился через Днепр в районе села Каменка Репкинского района Черниговской области Украинской ССР и захватил плацдарм на его западном берегу, после чего удерживал его до переправы всего батальона. Во время отражения одной из немецких контратак Лапшин получил ранение, но продолжал сражаться.
Указом Президиума Верховного Совета СССР от 30 октября 1943 года за «мужество и героизм, проявленные в боях с немецкими захватчиками» сержант Алексей Лапшин был удостоен высокого звания Героя Советского Союза с вручением ордена Ленина и медали «Золотая Звезда» за номером 5933.
После окончания войны был демобилизован. Вернулся в родное село. Скончался 18 июля 1957 года.

## Награды и звания
Награждён рядом медалей.